# تريفور هويل
تريفور هويل (بالإنجليزية: Trevor Hoyle)‏ هو كاتب خيال علمي بريطاني، ولد في 25 فبراير 1940 في روتشديل في المملكة المتحدة.